# Белур
Белу́р (англ. Belur, канн. ಬೇಲೂರು) — город в округе Хассан, Карнатака, Индия. В средние века Белур был столицей империи Хойсала и ранее назывался Велапури. Наряду с Халебиду (расположенном в 16 км), Белур является одним из крупных туристических центров Карнатаки. Здесь расположен известный средневековый индуистский храмовый комплекс, центральным архитектурным памятником в котором является храм Ченнакешавы, посвящённый Вишну.
Согласно всеиндийской переписи 2001 года население Белура составляло 20 225 человек. Мужчины составляли 51 % населения, а женщины — 49 %. Средний уровень грамотности населения в Белуре - 77 %, что выше среднеиндийского показателя, который составлял 59,5 %. Грамотность среди мужчин была 54 %, а среди женщин — 46 %. 11 % населения - дети младше 6 лет.